# Hautes Tatras
Pour les articles homonymes, voir Hautes Tatras (homonymie).
Cet article fait partie d'un « bon thème » labellisé en 2011.
Les Hautes Tatras (en slovaque et tchèque Vysoké Tatry, en polonais Tatry Wysokie, en hongrois Magas Tátra, en allemand Hohe Tatra)  sont une chaîne de montagnes située dans le massif des Tatras, à la frontière de la Slovaquie et de la Pologne. Elles sont classées « réserve de biosphère » par l'Unesco. Elles sont surnommées « les plus petites hautes montagnes du monde » ou « Alpes en miniature » : en effet, sur seulement 26 kilomètres de longueur, la chaîne possède dix sommets de plus de 2 600 mètres d'altitude. La région est protégée au sein des parcs nationaux polonais et slovaque des Tatras.

## Étymologie
L'origine du nom Tatras n'est pas certaine. Deux origines possibles sont citées : la première, citée par  le linguiste slovaque Chaloupecký en 1923, soutient que le mot Tatras proviendrait d'un mot celte tamtra signifiant « brun, foncé » ; l'autre théorie fut énoncée par un slaviste hongrois Melich Janos. Selon lui, le terme est dérivé du vieux slave trtri et signifie « rocher, falaise ».
La plus vieille trace écrite du mot provient d'un acte de donation de l'empereur germanique Henri IV datant de 1086 où l'on évoque les « montagnes Tritri ». Le terme Tatri est utilisé dans une chronique de 1125. En 1209, un document évoque les différentes vallées et sommets.
En Pologne, le mot Tatras (Tatry) ne fut employé qu'à partir du milieu du XIXe siècle sauf dans les régions proches des montagnes.

## Géographie
| Gerlachovský štít · \| Končistá · \| Patria · \| Solisko · \| Kriváň · \| Lomnický štít · \| Ľadový štít · \| Slavkovský štít · \| |

### Localisation

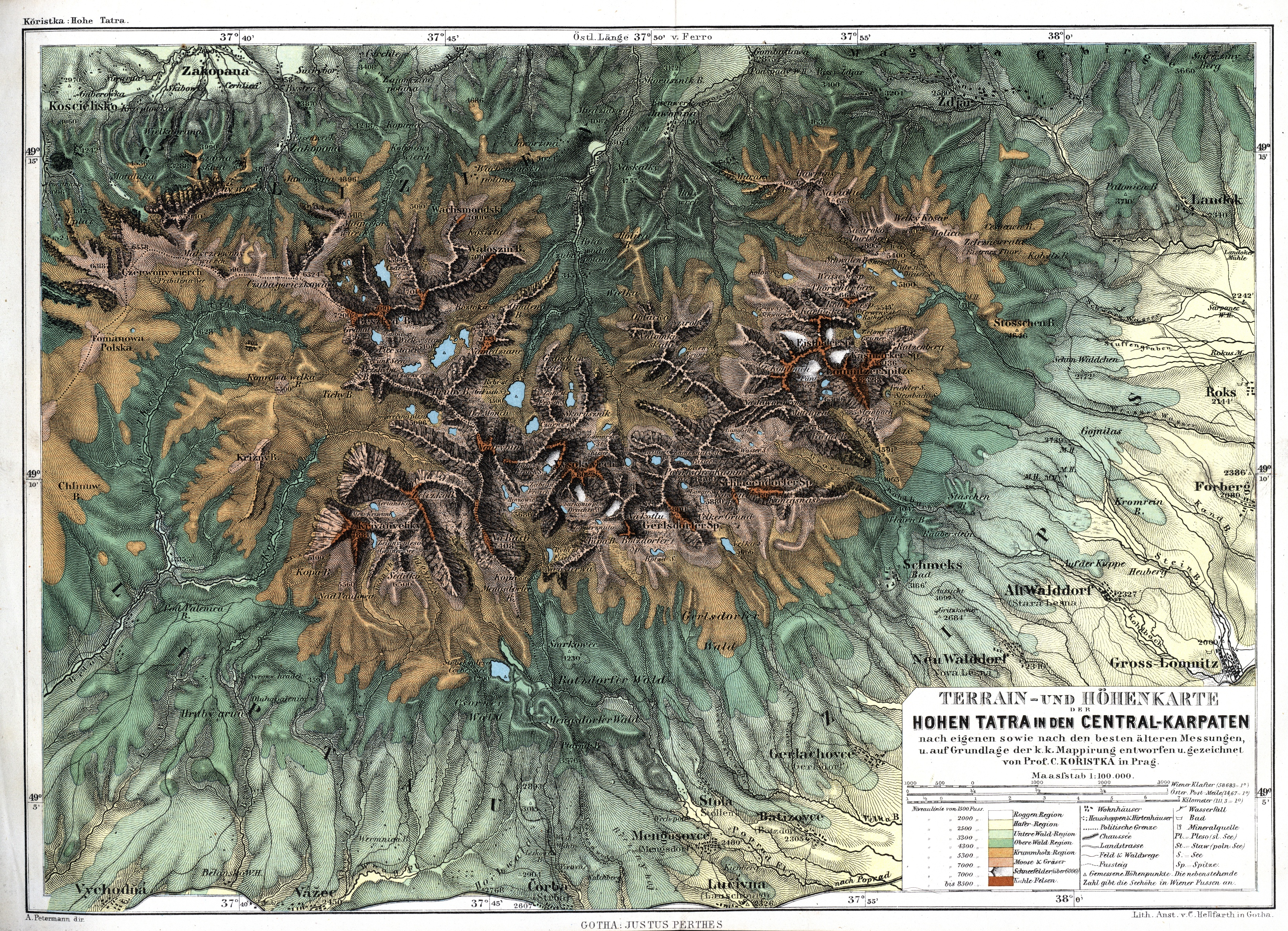
Carte des Hautes Tatras de 1865

Les Hautes Tatras couvrent une superficie de 341 km2. 260 km2 sont situés dans le Nord de la Slovaquie et 81 km2 dans le Sud de la Pologne. Géomorphologiquement, elles sont situées entre les Belianske Tatras au nord-est avec lesquelles elles forment les Tatras orientales (slovaque : Východné Tatry), la cuvette sous les Tatras (Podtatranská kotlina) au sud et, à l'ouest, les Tatras occidentales (slovaque : Zapadné Tatry).
La crête principale s'étire d'ouest en est sur environ 26 km et sa largeur maximale est de 17 km, entre 49° 07' et 49° 13' de latitude nord et 19° 58' et 20° 13' de longitude est. Les Hautes Tatras s'étendent du col de Ľaliové sedlo (1 947 m) à l'ouest au col de Kopské sedlo (1 749 m) à l'est. Le sommet le plus occidental porte le nom de Svinica (2 301 m) et le plus oriental Jahňací štít (2 229 m). La crête est presque en tout point à une altitude supérieure à 2 000 m. De cette crête principale, on trouve cinq crêtes secondaires au sud (Kriváň, Končistá, Gerlachovský štít, Slavkovský štít, Lomnický štít) et quatre au nord (Kozi Wierch, Opalony Wierch, Malé Rysy, Veľká Javorová veža).
Administrativement, les Hautes Tatras sont localisées, en Slovaquie, sur les districts de Liptovský Mikuláš, commune de Východná, et Poprad, communes de Vysoké Tatry, Tatranská Javorina, Štrba et Nová Lesná et, en Pologne, Bukowina Tatrzańska, Poronin et Zakopane. Les villes principales au pied de la chaîne sont Poprad, Liptovský Mikuláš et Kežmarok en Slovaquie et Zakopane en Pologne. La commune de Vysoké Tatry, regroupant la plupart des localités et stations du versant sud, a également le statut de ville.

### Stations et localités
Les seules localités situées dans les Hautes Tatras le sont sur le versant sud et sont administrativement regroupées dans la ville de Vysoké Tatry à l'exception de Štrbské Pleso dont une partie se situe sur le territoire de la commune de Štrba.
| Patria · \| Solisko · \| Kriváň · \| |

- Podbanské (940 m) : hameau le plus occidental de la chaîne. Fondé au XVe siècle pour l'exploitation minière, il fut occupé par des bergers au XVIIe siècle avant de se convertir au tourisme à partir de la fin du XIXe siècle[5].
- Štrbské Pleso (1 350 m) : station de ski et de randonnée la plus élevée du massif. C'est aussi une station climatique pour les maladies allergiques et respiratoires. Dotée de nombreux équipements alpins, elle accueille diverses compétitions de ski alpin, notamment la coupe du monde[6].
- Nový Smokovec (1 010 m) : située à proximité immédiate de Starý Smokovec, la localité s'est constituée autour de thermes fondée en 1er juillet 1876[7].
- Starý Smokovec (990 m) : centre administratif, nœud ferroviaire du chemin de fer électrique des Tatras, c'est la plus ancienne station de montagne des Tatras[8].
- Horný Smokovec (955 m) : localité fondée en 1926 par la construction de pensions familiales. Elle est actuellement entièrement consacrée au tourisme et aux sports d'hiver[9].
- Dolný Smokovec (890 m) : de 1920 à 1970, la localité n'était constituée que d'un sanatorium. Depuis 1970, on y a adjoint des appartements créés pour les besoins des championnats du monde de ski nordique 1970[10].
- Nová Polianka (1 040 m) : localité entièrement destinée à une fonction de soins. Elle est constituée d'un institut médical militaire et d'habitations pour les employés de celui-ci[11].
- Tatranská Polianka (1 005 m) : localité fondée en 1884 comme centre touristique. En 1911, on y crée la première piste de ski des Hautes Tatras[12].
- Tatranské Zruby (1 000 m) : localité fondée en 1923 comme campement militaire[13].
- Tatranská Lesná (915 m) : localité à vocation exclusivement touristique fondée en 1927[14].
- Tatranská Lomnica (760 m) : première localité reliée par le chemin de fer en 1895, le tourisme thermal et les sports d'hiver en sont les principales activités[15]
- Tatranské Matliare (885 m) : officiellement créée en 1884, elle a actuellement une fonction touristique et de soins des maladies respiratoires[16].
- Kežmarské Žľaby (902 m) : fondée en 1888, elle a actuellement une fonction  touristique et de classe en plein air[17].
- Vyšné Hágy (1 100 m) : fondée en 1890, la localité est actuellement le centre thermal le plus important des Hautes Tatras[18].

### Topographie

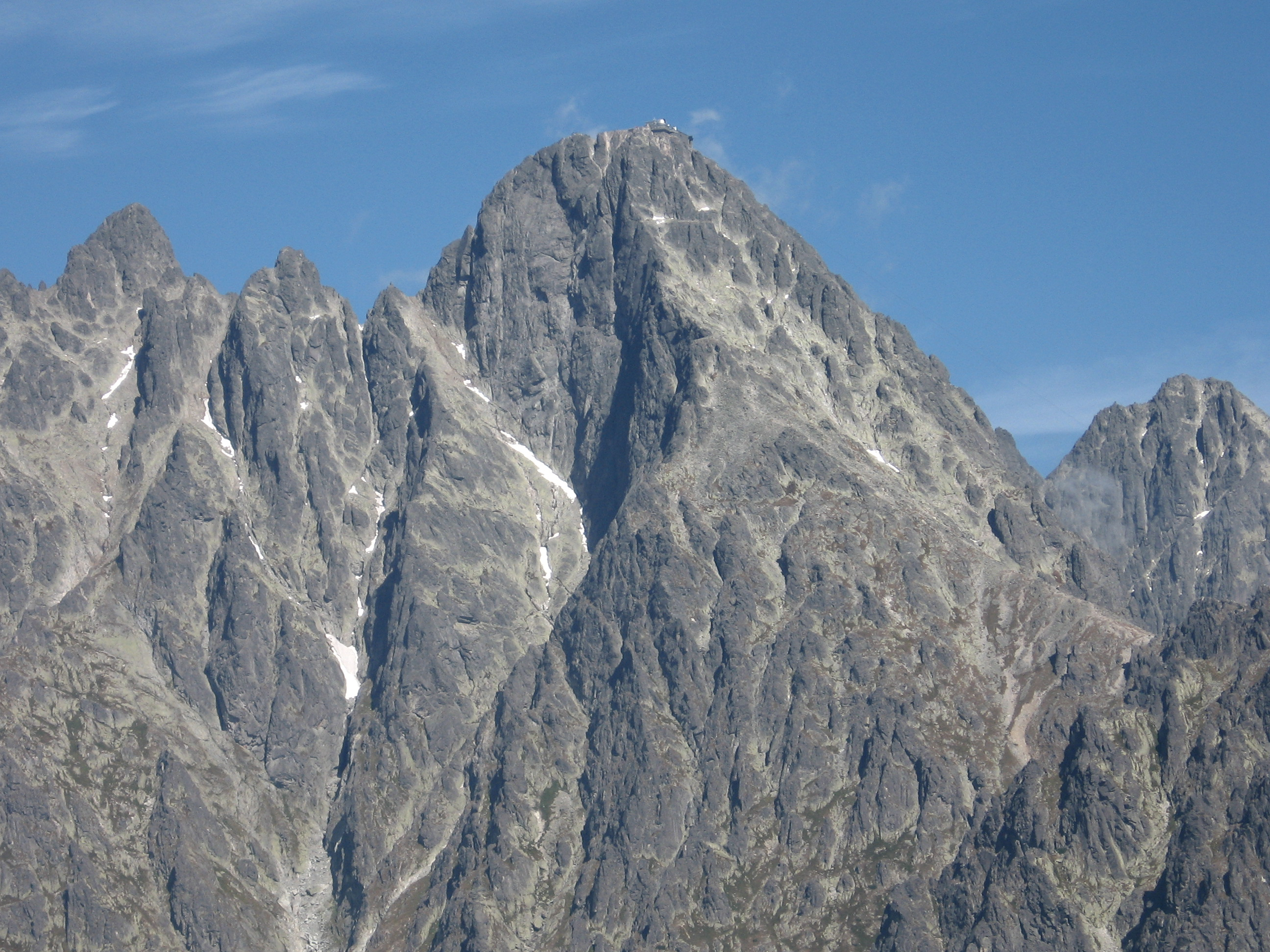
Vue du Lomnický štít

Le point culminant est le Gerlachovský štít avec une altitude de 2 654 mètres, ce qui en fait également le point culminant de la Slovaquie et de toute la chaîne des Carpates.
Les 15 plus hauts sommets sont tous situés en Slovaquie et sont repris dans le tableau ci-dessous :
| Sommet               | Altitude (m) | Première ascension                                                                       |
| -------------------- | ------------ | ---------------------------------------------------------------------------------------- |
| Gerlachovský štít    | 2 654        | 1834 par Ján Still.                                                                      |
| Lomnický štít        | 2 634        | 1793 par Robert Townson et un guide.                                                     |
| Ľadový štít          | 2 627        | 1843 par J. Ball, W. Richter, C. Ritter, un peintre hongrois et trois guides.            |
| Pyšný štít           | 2 621        | 1877 par Ödön Téry et Martin Spitzkopf                                                   |
| Zadný Gerlach        | 2 616        | 1895 par Janusz Chmielowski et J. Wala                                                   |
| Gerlachovská veža    | 2 614        |                                                                                          |
| Lavínový štít        | 2 606        | 1904 par Janusz Chmielowski, Klemens Bachleda et Stanisław Stopka                        |
| Malý Ľadový štít     | 2 602        | 1835 par Johann Heinrich Blasius, Simon Fischer, Gustav Hartlaub et Alexander Keyserling |
| Kotlový štít         | 2 601        | 1834 par Ján Still, M. Urban Spitzkopf et Gellhof et deux guides.                        |
| Lavínová veža        | 2 600        | 1904 par Janusz Chmielowski, Klemens Bachleda et Stanisław Stopka                        |
| Malý Pyšný štít      | 2 590        | 1901 par G. Déri                                                                         |
| Veľká Litvorová veža | 2 581        | 1905 par G. Horváth et Johann Hunsdorfer                                                 |
| Strapatá veža        | 2 565        | 1904 par Janusz Chmielowski, Tadeusz Radliński, Klemens Bachleda et Jan Bachleda Tajber  |
| Kežmarský štít       | 2 556        | 1615 David Frölich                                                                       |
| Vysoká               | 2 547        | 1874 Mór Dechy, Ján Ruman Driečny et Martin Spitzkopf.                                   |

Les principaux sommets situés sur la frontière sont, d'ouest en est : Svinica/Świnica (2 301 mètres), Veľký Mengusovský štít/Mięguszowiecki Szczyt Wielki (2 438 mètres) et le Rysy (2 500 mètres), par ailleurs point culminant de la Pologne. Du côté polonais, les sommets atteignent une altitude bien inférieure comme les montagnes Mnich (2 068 mètres) et Kościelec (2 155 mètres).

### Géologie

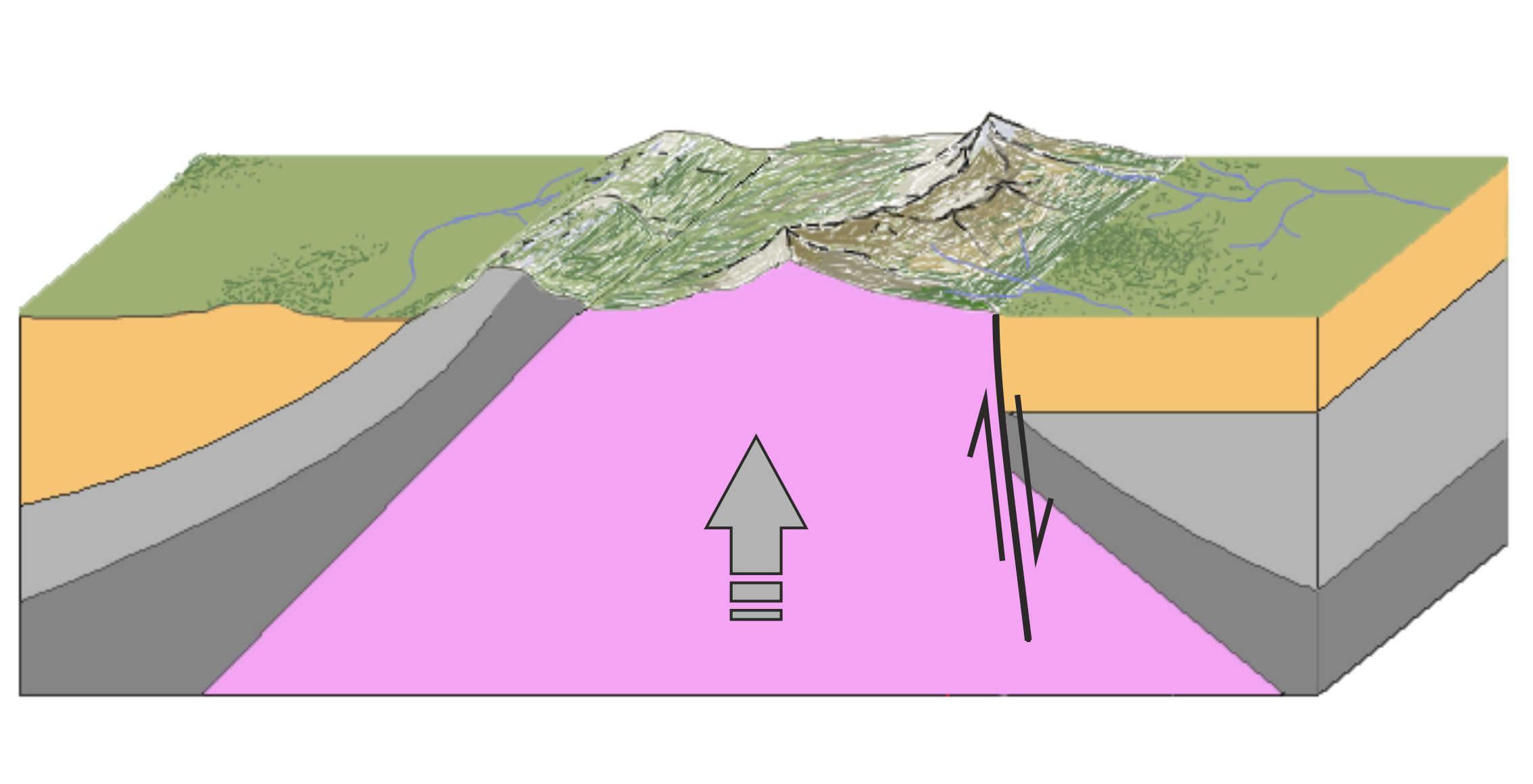
Coupe simplifiée :
Couverture sédimentaire Cretacé et Paléogène
Nappe de charriage
Couverture de roches sédimentaires du Mésozoïque
Socle Tatricum

Les Tatras sont une chaîne de montagnes de la ceinture des Tatra-Fatra. La géologie des Hautes Tatras est complexe. On peut la diviser en trois parties : le socle appelé Tatricum, une couverture de roches sédimentaires du Mésozoïque et une nappe de charriage appelé Fatricum. Le noyau est composé du socle de roches cristallines qui forme la crête principale et le versant sud. Il est composé de manière prépondérante de granites et de micaschistes. Sur ce socle reposent les roches sédimentaires du Mésozoïque appelées couverture. Elles sont principalement composées de quartzite, calcaires, dolomies et schistes.
Le socle des Tatras fut formé au Carbonifère (210 millions d'années). La proximité d'une mer à l'ère secondaire fut la cause d'une érosion massive. Au Trias, le massif fut de nouveau soulevé et des dépôts, principalement calcaires, formèrent la base les Belianské Tatry et des Červené vrchy. À la fin de cette période, au Crétacé, les Tatras deviennent la forteresse que l'on observe actuellement. Par la suite, furent modelés les plissements alpins qui se manifestent à la fin du Crétacé par les mouvements de la faille située au pied sud de la chaine. Le soulèvement des Tatras jusqu'à leur position actuelle commença au Miocène.
Les Hautes Tatras furent probablement recouvertes à trois reprises par des glaciers durant les dernières glaciations. Ceux-ci auraient disparu il y a 8 000 ans. Le terrain fut modelé par ces glaciations durant lesquelles le glacier de la vallée de la Biela voda sur le versant nord atteignait 14 km pour une épaisseur de 300 m ; la superficie totale avoisinait 15 000 ha. Ces glaciers ont laissé derrière eux une moraine frontale en se retirant, créant de nombreux lacs naturels, appelés pleso en Slovaquie. On en compte 87 en Slovaquie et 48 en Pologne pour toute la chaîne des Tatras. Le plus grand d'entre eux est le Morskie Oko (« Œil de la mer ») ; situé en Pologne, il a une superficie de 34,93 ha et 50,8 m de profondeur.

### Climat

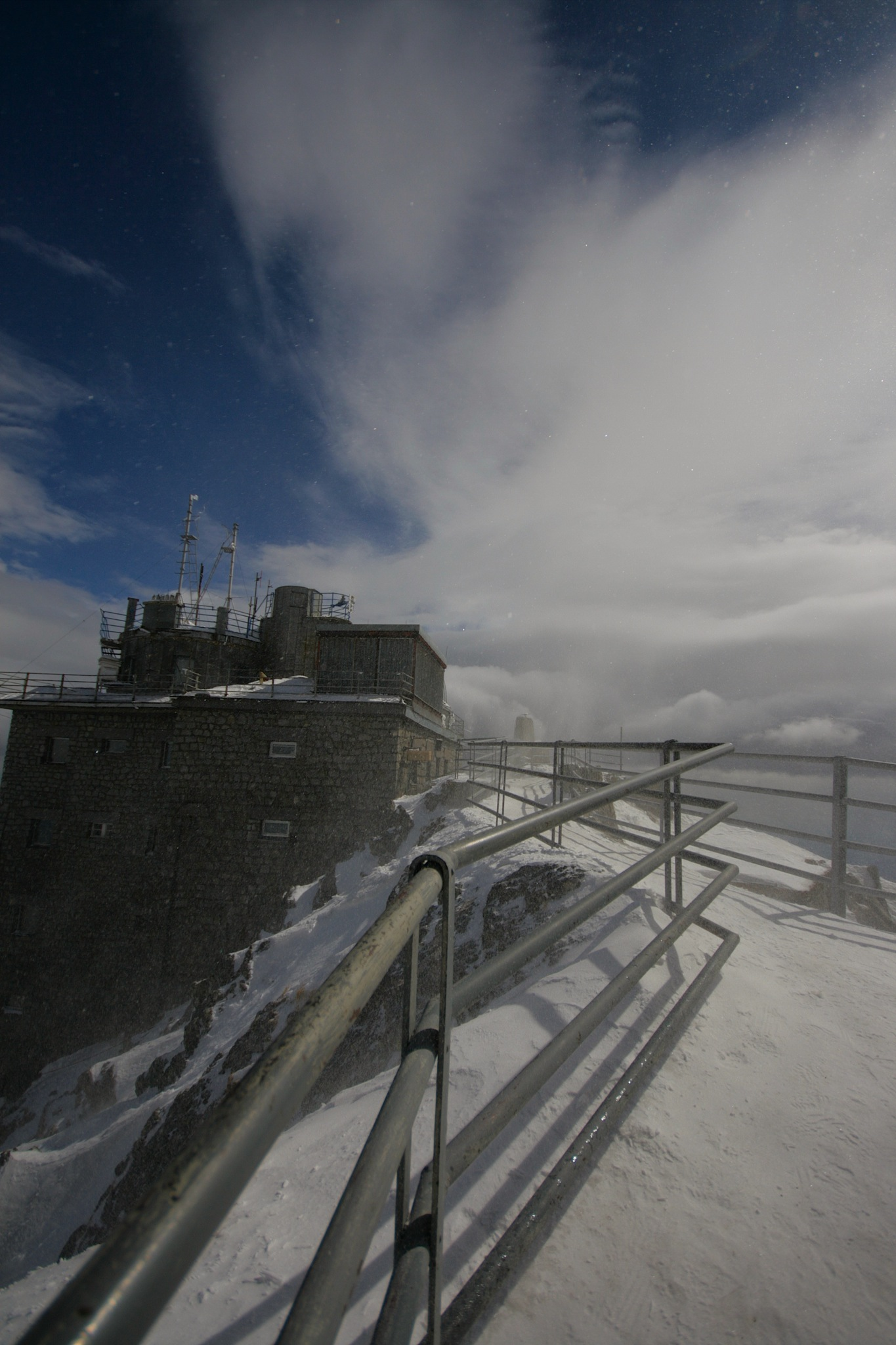
Observatoire avec la station météorologique au sommet du Lomnický štít (2635 m)

Le climat des Hautes Tatras est de type montagnard. Il est caractérisé par des températures plus basses que dans les régions environnantes et des précipitations plus fréquentes.
La température la plus élevée est observée en juillet sauf pour les plus hauts sommets où elle est la plus élevée en août. Ainsi, on observe en juillet 14,8 °C à Tatranská Lomnica (827 m), 12,3 °C à Štrbské Pleso (1 322 m) et 9,4 °C à la station de Skalnaté pleso (1 778 m) et en août 3,6 °C au sommet de Lomnický štít (2 635 m). À une altitude d'environ 1 000 m, on compte encore de 5 à 10 jours par an avec une température diurne de plus de 25 °C ; de telles journées ne sont plus observées au-delà de 1 800 m.
En hiver, les températures sont les plus froides en janvier à l'exception des plus hauts sommets où elles sont enregistrées en février. On observe également un phénomène d'inversion qui rend les températures plus fraîches dans le fond de la vallée, −5,0 °C de température moyenne relevée à Poprad (694 m) en janvier, par rapport aux températures des localités situées sur les versants quelques centaines de mètres plus haut comme Starý Smokovec (990 m) avec −4,9 °C de température moyenne en janvier, et −5,1 °C à Štrbské Pleso (1 322 m).
Les précipitations augmentent d'environ 50 à 60 mm par 100 m d'altitude. On enregistre par endroits moins de 600 mm par an dans la cuvette de Spiš relativement bien protégée par les Basses Tatras, les monts Métallifères slovaques et les Hautes Tatras qui l'entourent. Sur les sommets, on relève environ 2 000 mm de précipitations annuelles et jusqu'à 2 130 mm à Zbojnícka chata (1 960 m). Sur les plus hauts sommets, ces précipitations tombent le plus souvent sous forme de neige et en sont couverts près de 200 jours par an. Il est courant, en hiver, d'observer plus de 100 cm de neige à partir d'une altitude de 1 300 m.
La principale station météorologique se situe sur le Lomnický štít à une altitude de 2 635 m. C'est là que furent enregistrées les plus faibles températures moyennes mensuelles en Slovaquie : −18,1 °C en février 1956 et annuelles −5,2 °C pour l'année 1956.
| Mois                                | jan.  | fév.  | mars | avril | mai  | juin | jui. | août | sep. | oct. | nov. | déc.  | année |
| ----------------------------------- | ----- | ----- | ---- | ----- | ---- | ---- | ---- | ---- | ---- | ---- | ---- | ----- | ----- |
| Température minimale moyenne (°C)   | −12   | −13,2 | −11  | −7,3  | −2,4 | 0,1  | 2,6  | 2,6  | −0,5 | −3,4 | −8,1 | −10,9 | −5,3  |
| Température moyenne (°C)            | −10,1 | −11,2 | −8,8 | −5,1  | −0,2 | 2,4  | 5    | 4,9  | 1,6  | −1,5 | −6,3 | −9    | −3,2  |
| Température maximale moyenne (°C)   | −8,2  | −9,1  | −6,6 | −2,8  | 2,1  | 4,8  | 7,4  | 7,2  | 3,6  | 0,3  | −4,4 | −7,1  | −1,1  |
| Nombre de jours avec gel            | 31    | 27,8  | 30,9 | 29,4  | 22   | 14,8 | 7,8  | 7,3  | 15,2 | 21,7 | 28,2 | 30,8  | 266,9 |
| Précipitations (mm)                 | 118   | 120   | 99   | 126   | 120  | 187  | 188  | 142  | 91   | 93   | 129  | 148   | 1 561 |
| Nombre de jours avec précipitations | 18    | 18,6  | 21,9 | 21,7  | 17,6 | 19,9 | 22   | 16,6 | 14   | 16   | 18,2 | 20,6  | 225,1 |

| Diagramme climatique                                  |              |           |             |            |           |           |           |           |           |             |              |
| J                                                     | F            | M         | A           | M          | J         | J         | A         | S         | O         | N           | D            |
| −8,2−12118                                            | −9,1−13,2120 | −6,6−1199 | −2,8−7,3126 | 2,1−2,4120 | 4,80,1187 | 7,42,6188 | 7,22,6142 | 3,6−0,591 | 0,3−3,493 | −4,4−8,1129 | −7,1−10,9148 |
| Moyennes : • Temp. maxi et mini °C • Précipitation mm |              |           |             |            |           |           |           |           |           |             |              |

| Mois                                             | jan.       | fév.       | mars       | avril      | mai        | juin      | jui.      | août      | sep.      | oct.       | nov.       | déc.       | année      |
| ------------------------------------------------ | ---------- | ---------- | ---------- | ---------- | ---------- | --------- | --------- | --------- | --------- | ---------- | ---------- | ---------- | ---------- |
| Température minimale moyenne (°C)                | −8,9       | −9,4       | −7,3       | −2,5       | 2,2        | 5,9       | 7,9       | 8,1       | 4         | 0,5        | −3,2       | −7,4       | −0,8       |
| Température moyenne (°C)                         | −5,6       | −6         | −4,1       | 0,6        | 5,6        | 9,5       | 11,3      | 11,4      | 6,8       | 3,3        | −0,4       | −4,3       | 2,3        |
| Température maximale moyenne (°C)                | −2,2       | −2,2       | −0,4       | 4,2        | 9,7        | 13,5      | 15,3      | 15,6      | 10,7      | 6,9        | 2,7        | −1,1       | 6          |
| Record de froid (°C) date du record              | −26,6 2017 | −25,6 2018 | −22,7 2018 | −17,8 1997 | −10,8 2007 | −2,8 2006 | −0,5 2013 | −0,5 2005 | −5,2 2018 | −14,9 1997 | −17,8 1998 | −25,6 1996 | −26,6 2017 |
| Record de chaleur (°C) date du record            | 10 2007    | 10,2 2002  | 10,5 2006  | 16,9 2018  | 22 2003    | 25,8 2016 | 25,5 2007 | 26,5 2013 | 21,8 2015 | 21 2000    | 16,7 2018  | 11,5 2012  | 26,5 2013  |
| Précipitations (mm)                              | 94,1       | 88,1       | 95,7       | 121,4      | 211,2      | 236,8     | 313,1     | 196,6     | 194,7     | 145,5      | 126,5      | 106,3      | 1 930      |
| dont neige (cm)                                  | 2 843,6    | 3 600,8    | 4 445,5    | 4 026,4    | 1 618      | 140,2     | 0,9       | 1,3       | 70,3      | 193,8      | 675,5      | 1 717,6    | 19 693     |
| Nombre de jours avec précipitations              | 12,6       | 12,3       | 13         | 12,7       | 16,7       | 16,6      | 17,6      | 13,2      | 12,4      | 13,2       | 13,4       | 13,4       | 167,1      |
| dont nombre de jours avec précipitations ≥ 10 mm | 3          | 2,9        | 2,9        | 4,4        | 7,1        | 7,3       | 9,1       | 5,8       | 5,9       | 4,6        | 4,1        | 3,5        | 60,6       |

| Diagramme climatique                                  |              |              |              |             |              |              |              |            |             |              |               |
| J                                                     | F            | M            | A            | M           | J            | J            | A            | S          | O           | N            | D             |
| −2,2−8,994,1                                          | −2,2−9,488,1 | −0,4−7,395,7 | 4,2−2,5121,4 | 9,72,2211,2 | 13,55,9236,8 | 15,37,9313,1 | 15,68,1196,6 | 10,74194,7 | 6,90,5145,5 | 2,7−3,2126,5 | −1,1−7,4106,3 |
| Moyennes : • Temp. maxi et mini °C • Précipitation mm |              |              |              |             |              |              |              |            |             |              |               |

### Hydrographie
Le massif se situe sur la ligne de partage des eaux entre la mer Noire et la mer Baltique. La majeure partie du massif, dont l'intégralité de la partie polonaise, est drainée par des affluents de la rivière Dunajec dont le plus important d'entre eux est le Poprad. L'ouest du massif fait partie du bassin du Vah un affluent du Danube. La ligne de partage des eaux se situe au niveau du lac de Štrpské Pleso, celui-ci étant dépourvu d'exutoire en surface, ses eaux s'écoulent vers la mer Noire et vers la mer Baltique.
Les rivières ayant leur source dans les Hautes Tatras sont principalement alimentées par la fonte des neiges et présentent un étiage en janvier et février et une crue entre avril et juin.
Les tableaux ci-dessous reprennent les principaux lacs par leur superficie et les chutes d'eau les plus hautes du massif.
| Lac                    | Pays      | Superficie (ha) | Altitude (m) | Profondeur maximum (m) |
| ---------------------- | --------- | --------------- | ------------ | ---------------------- |
| Morskie Oko            | Pologne   | 34,93           | 1 393        | 51                     |
| Wielki Staw Polski     | Pologne   | 34,35           | 1 664        | 79                     |
| Czarny Staw pod Rysami | Pologne   | 20,64           | 1 580        | 76                     |
| Veľké Hincovo pleso    | Slovaquie | 20,08           | 1 965        | 53                     |
| Štrbské pleso          | Slovaquie | 19,76           | 1 350        | 20                     |

| Chute              | Pays      | Rivière         | Dénivelé |
| ------------------ | --------- | --------------- | -------- |
| Kmeťov vodopád     | Slovaquie | Nefcerský potok | 80       |
| Vajanského vodopád | Slovaquie | Kôprovský potok | 30       |
| vodopád Skok       | Slovaquie | Mlynický potok  | 25       |

### Faune et flore

#### Flore
La base de la flore des Hautes Tatras est constituée d'espèces alpines d'Europe centrale qui se sont différenciées des autres massifs montagneux européens depuis le tertiaire. On y retrouve également un nombre important d’espèces artico-alpines qui s'y sont développées aux époques glaciaires.
On rencontre dans les Hautes Tatras cinq étages de végétation de montagne. L'étage collinéen boisé de feuillus s'étend jusqu'à 900 m ; le couvert végétal naturel est dominé par les forêts de hêtre mais celles-ci ont été remplacées par de la monoculture d'épicéa. Des forêts de hêtres subsistent au nord des Belianske Tatry. Il est suivi d'un étage montagnard entre 900 m et 1 550 m constitué d'épicéas, peu d'arbrisseaux et fort développement des mousses. La domination des forêts d'épicéa dans ces deux premiers étages les différencie très peu. L'étage suivant, étage subalpin entre 1 550 m et 1 850 m, est constitué de pins, en particulier le pin mugo, et de nombreuses herbes. L'étage alpin s'étend entre 1 850 m et 2 300 m où l'on retrouve des prairies d'altitude. Le dernier étage, à partir de 2 300 m, l'étage subnival est peu recouvert de végétation principalement des lichens.
On recense 900 espèces d'algues, 1 300 espèces de lichens 1 300 espèces végétales dont 40 sont endémiques.

#### Faune

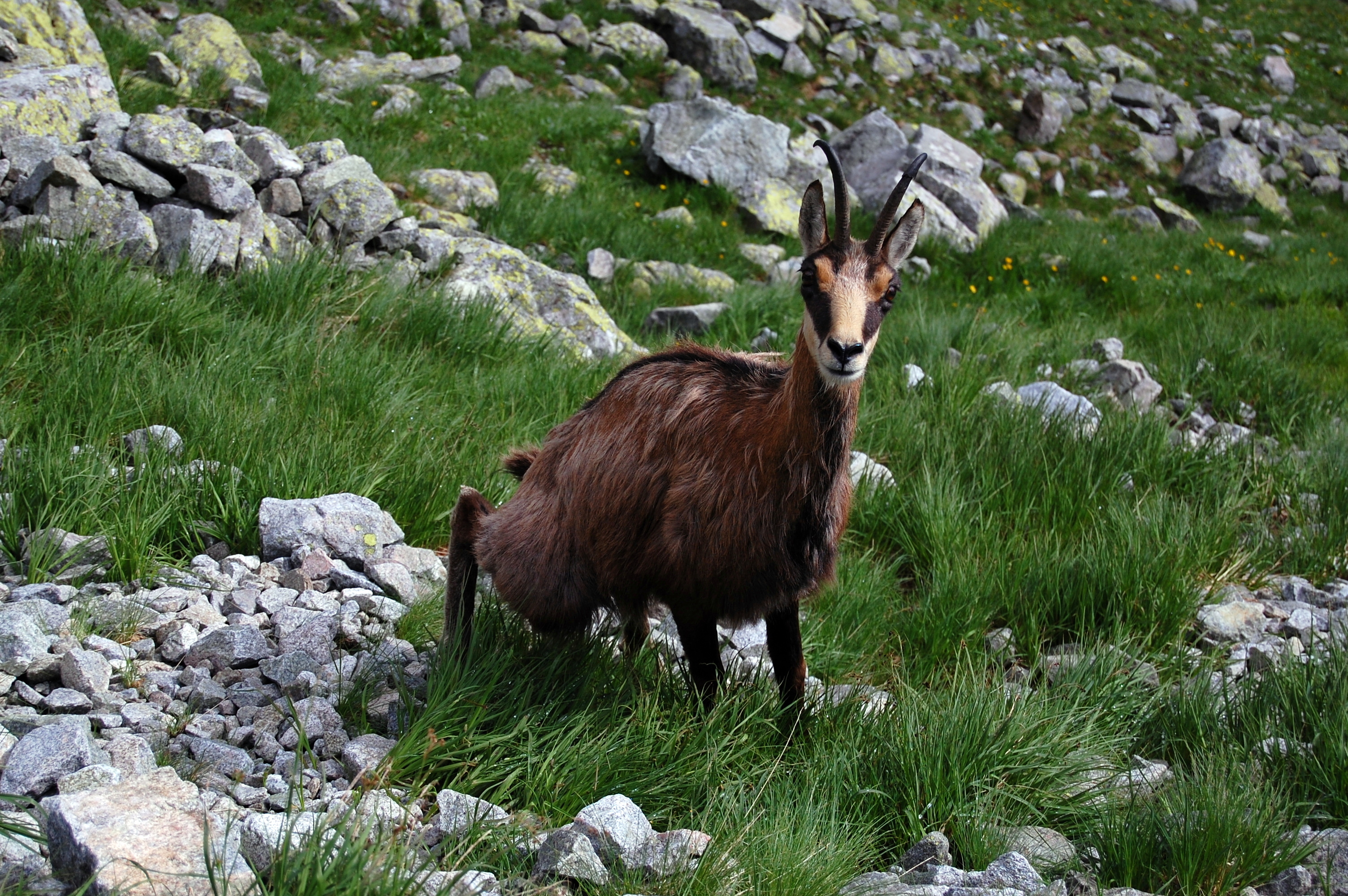
Chamois (Rupicapra rupicapra) dans les Hautes Tatras (Červená dolina).

Des espèces et sous-espèces reliques de l'ère glaciaire sont actuellement endémiques des Hautes Tatras. Parmi celles-ci, le chamois (Rupicapra rupicapra tatrica) qui vit dans les étages alpin et subalpin et dont le nombre d'individus ne dépasse pas les 500 malgré les mesures de protection dont il bénéficie, la marmotte (Marmota marmota latirostris) avec environ 1 200 individus dans le parc national slovaque des Tatras et une espèce de campagnol (Microtus nivalis mirhanreini). La marmotte est en outre le premier animal ayant reçu un statut de protection en Slovaquie.
Les grands carnivores présents sont l'ours brun (Ursus arctos), le loup (Canis lupus), le lynx (Lynx lynx), et le chat sauvage (Felis sylvestris).
Quelques rapaces diurnes présents dans les Hautes Tatras sont l'Aigle royal (Aquila chrysaetos), le Faucon pèlerin (Falco peregrinus) ou le Faucon crécerelle (Falco tinnunculus), et nocturnes, la Chevêchette d'Europe (Glaucidium passerinum), le Hibou grand-duc (Bubo bubo) ou la Chouette hulotte (Strix aluco).
Branchinecta paludosa est une espèce de crustacé endémique et une relique des glaciations du monde aquatique que l'on ne retrouve plus que dans un seul lac des Hautes Tatras. Les lacs d'altitude sont dépourvus de poissons.

## Histoire

### Préhistoire
Un site archéologique à proximité de Gánovce semble démontrer une occupation de la région par les néandertaliens durant la période interglaciaire de Riss-Würm il y a environ 120 000 ans. D'autres traces d'occupations sont datées de l'âge de la pierre il y a 20 000 ans puis plus récemment il y a 6 000 ans. On a également retrouvé des objets datant de l'âge du bronze vers 1500 av. J.-C. Des céramiques et des pièces de monnaie celtes démontrent l'occupation de la région à l'époque de l'Empire romain. Les flancs des montagnes eux-mêmes ne semblent pas avoir été occupés de manière permanente bien qu'ils auraient été explorés par des chasseurs suivant leur gibier comme le démontrent des traces retrouvées dans des grottes des Belianske Tatry à l'exception d'un site près de Tatranská Polianka nommé « mur jaune » qui fut un centre métallurgique au tout début de notre ère.

### Moyen Âge

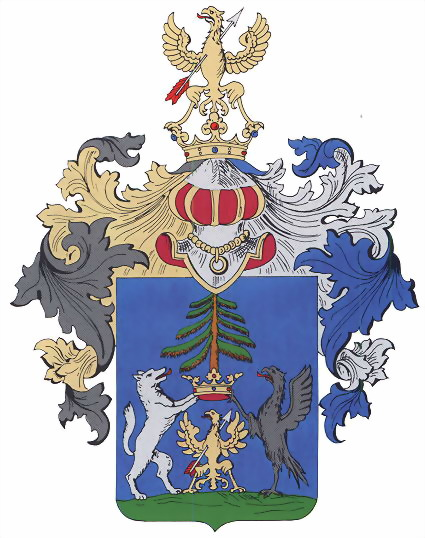
Armoiries de l'ancien comitat de Liptov/Liptó

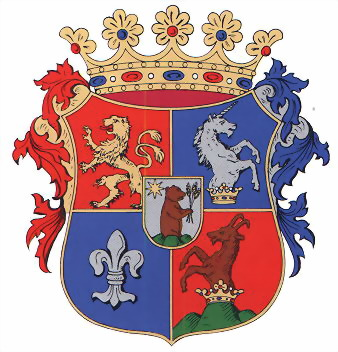
Armoiries de l'ancien comitat de Spiš/Szepes

La région durant tout le haut Moyen Âge était considérée comme res nullis ou région n'appartenant à personne. Elle était en réalité occupée par des Slaves sans organisation étatique avancée. À la suite de la pression de la colonisation polonaise venant du nord, la dynastie des Árpáds intègre la région dans le royaume de Hongrie dans le but de fortifier ses frontières au sud des Tatras. Au XIe siècle, la partie hongroise est administrativement rattachée au comitat de Spiš (Szepes vármegye) sauf l'extrémité occidentale au comitat de Liptov (Liptó vármegye).
Les invasions des Tatars (1241-1242) ne semblent pas avoir directement touché la région mais celle-ci a accueilli des populations slaves qui y trouvèrent refuge. À la suite de ces invasions le roi Béla IV invita des colons saxons à s'installer dans la région.
Par la suite, aux XIIIe siècle et XIVe siècle, les Hautes Tatras et les Belianske Tatras furent progressivement morcelées et, vers la fin du Moyen Âge, on comptait huit propriétaires. Seules les vallées de Ticha et Kôprová dolina restèrent propriétés de la couronne, les autres propriétaires étant 4 territoires féodaux, 2 villes et la famille Zapolya.

### Époque contemporaine

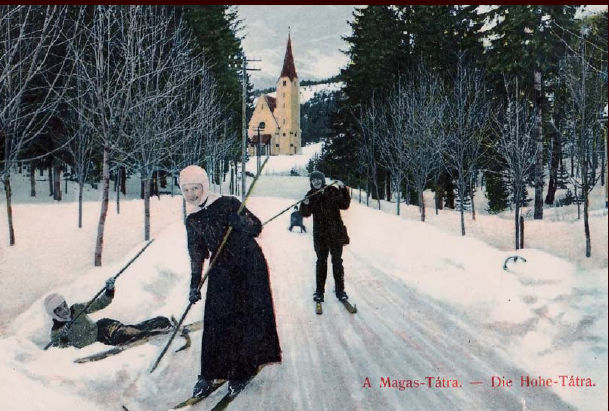
Touristes - Carte postale du début du XX

Aux XVIe siècle et XVIIe siècle, les Valaques s'installèrent dans la région, augmentant la pression sur les ressources naturelles. Les activités économiques se concentrent à cette époque sur l'exploitation des forêts et sur le pastoralisme qui progressivement exploite le couvert végétal jusqu'à 2 000 m d'altitude transformant les écosystèmes d'origine et provoquant une érosion accrue.
La première moitié du XVIIe siècle fut également l'époque des premiers écrits scientifiques dont fait partie l'œuvre de Matej Bel, Notitia Hungariae novae historico-geographica. Partis II. Tom. V. Viennae (1742), qui contient une description des Tatras et comprend une carte.
La période actuelle est caractérisée par le développement du tourisme. Celui-ci sera plus tardif que dans les Alpes car encore inexistant vers 1800. Mais, depuis l'arrivée du chemin de fer, l'activité économique s'y consacre presque exclusivement.

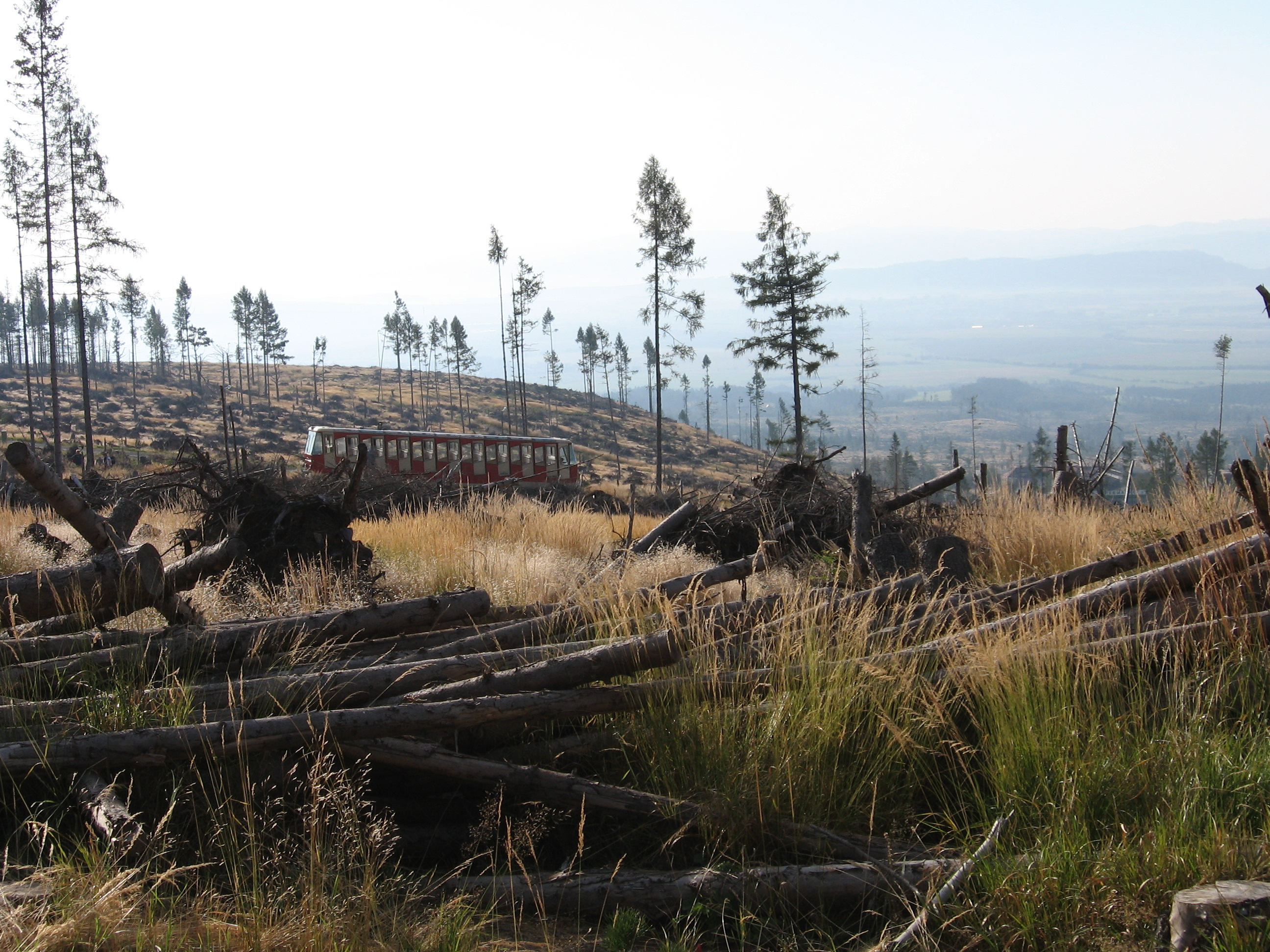
Photo d'une forêt dévastée le 19 novembre 2004 prise en septembre 2006

Le lac de Morskie Oko fut longtemps un sujet de contentieux. Le 15 septembre 1902, une commission internationale définit la frontière entre les parties autrichienne et hongroise de l'Autriche-Hongrie. Cette décision plaça le lac de Morské Oko en Autriche. Ce tracé correspond toujours à la frontière entre la Pologne et la Slovaquie au niveau des Tatras.
Le 19 novembre 2004, un vent violent venant du nord a soufflé entre 15 h 30 et 18 h. La vitesse la plus élevée fut enregistrée à la limite amont de la forêt à une altitude de 1 480 m à 230 km/h. Cette tempête a laissé à nu une bande large de 2 à 5 km et longue de 40 à 50 km sur le versant sud des Hautes Tatras. La superficie totale de la zone endommagée est de 12 600 ha pour environ 2,5 millions de stères. Les conséquences sont toujours visibles actuellement. Outre le fait que le couvert végétal mettra des années à se reconstituer et que le versant sud des montagnes présente toujours un paysage découvert, une nouvelle menace est apparue sur les arbres ayant résisté à la catastrophe. Bien que le massif se situe dans une zone protégée, les arbres tombés ont été enlevés. Dans certaines zones de forêts inaccessibles en particulier dans la vallée de Tichá dolina, ce travail n'a pas pu être fait. Les insectes xylophages se sont multipliés dans les parties dévastées et laissées en friche avant de se répandre sur les forêts ayant résisté au désastre.

## Activités

### Tourisme

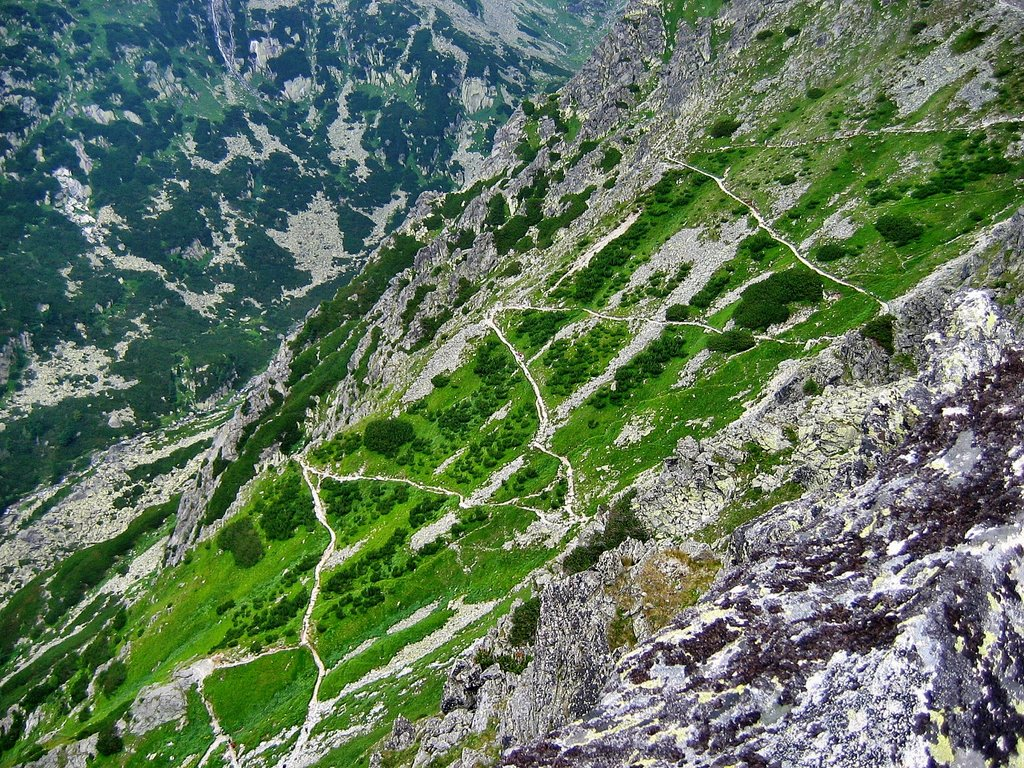
Chemin de randonnée Tatranská magistrála

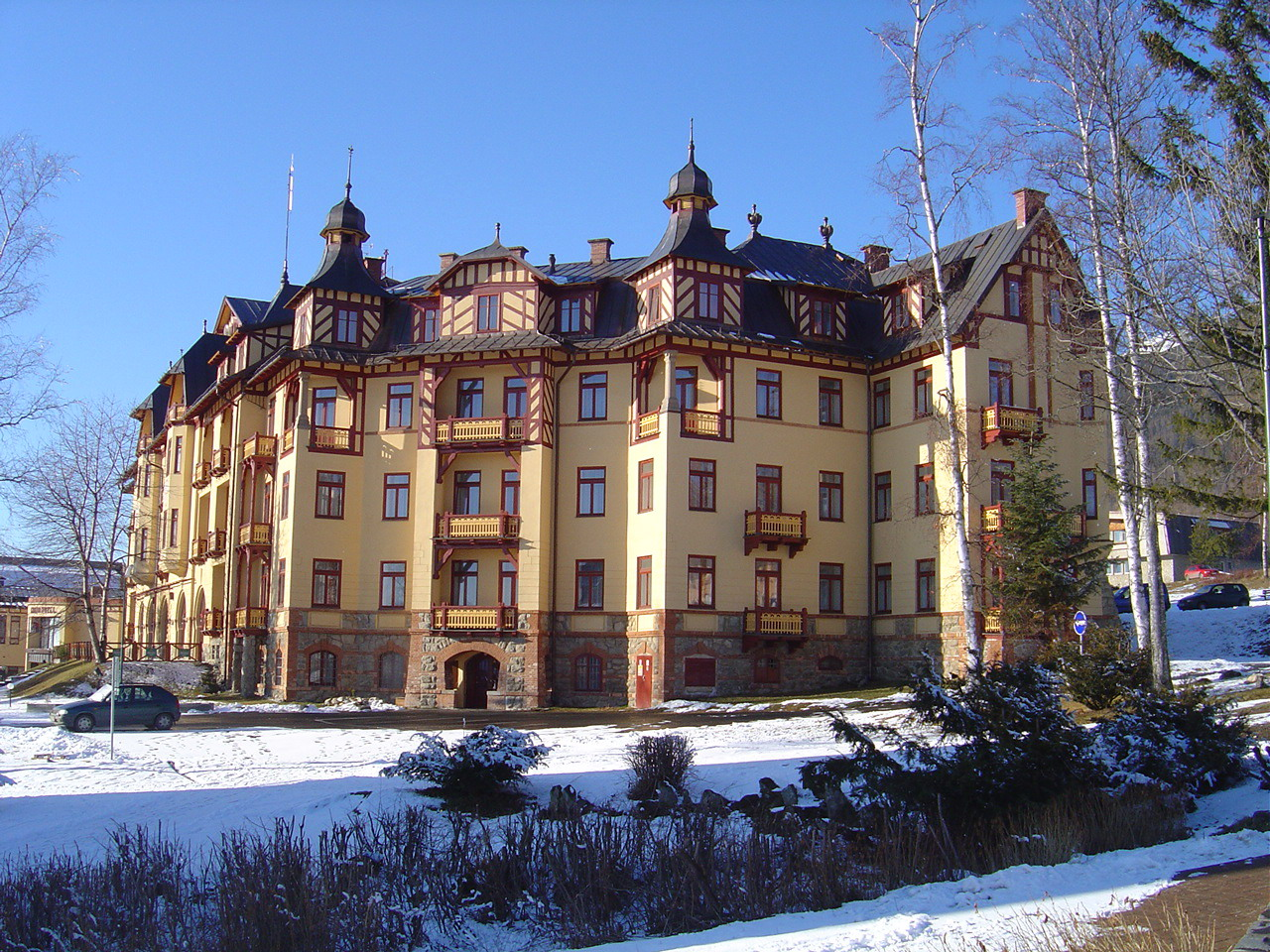
Grand Hôtel à Starý Smokovec

Les débuts du tourisme dans la région peuvent être datés de 1793 et de la fondation de la station de Starý Smokovec mais le réel essor de celui-ci est directement lié à la construction du chemin de fer Košice-Bohumín en 1871. En 1900, la capacité hôtelière est de 2 300 lits et le tourisme est déjà la principale activité économique des Hautes Tatras.
Les principales activités sont la randonnée en été et le ski en hiver. Les randonneurs bénéficient d'un réseau de chemins balisés de plus de 300 km avec de nombreux sommets accessibles sans guide de haute montagne ainsi que de 19 refuges des deux côtés de la frontière. Tatranská magistrála est le plus long et le plus connu des chemins balisés. Il fut créé dans les années 1930, il débute dans les Tatras occidentales et se termine au pied des Belianske Tatras. Il est signalé par les balises rouges  sur ses 72 km dont 46,25 km dans les Hautes Tatras.

### Transport

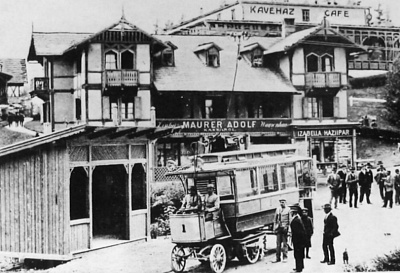
Trolleybus à son terminus de Starý Smokovec en 1905

Le tourisme dans la région n'a pu se développer sans moyens de transport efficaces. Dès la fin du XIXe siècle, on entreprend la construction de chemins de fer en altitude reliant le réseau existant dans la vallée : ligne 180 reliant Prague et Bratislava à Košice via Poprad ouverte en 1872 et, depuis Poprad, on construit la ligne 185 dont un embranchement de 8,89 km relie Tatranská Lomnica en 1895.

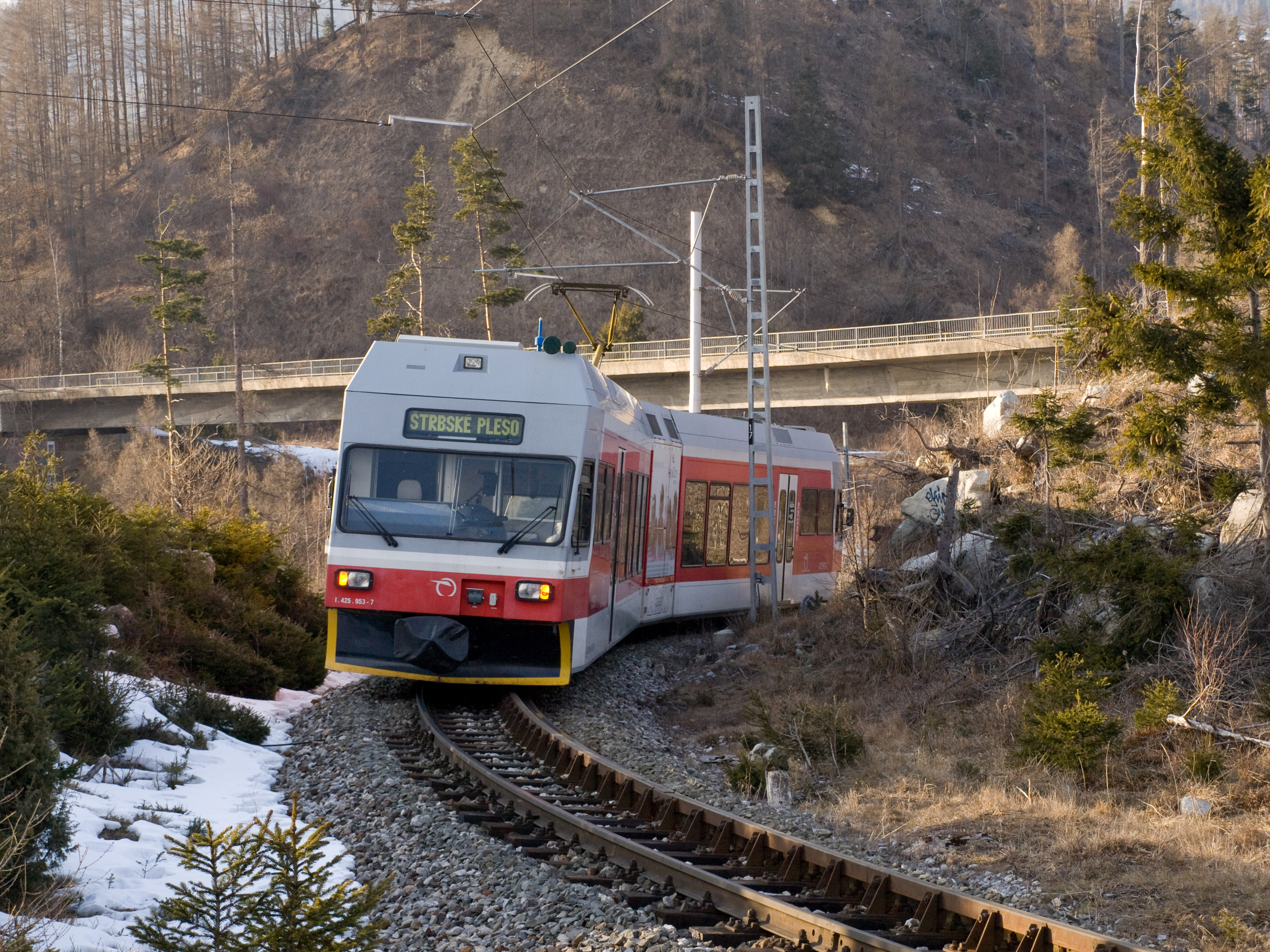
Train sur la ligne 183 et en arrière-plan la « route de la liberté »

Štrbské Pleso est relié en 1896 par une ligne à crémaillère à la gare de Štrba, point culminant de la ligne 180.
La station de Starý Smokovec restait difficile d'accès. Pour cette raison une ligne de trolleybus fut expérimentée entre le 2 août 1904 et août 1906. Cette expérience ne fut pas concluante à cause d'un terrain trop escarpé et des conditions hivernales rendant la montée difficile et limitant le nombre de passagers à 20. On entreprend alors, entre 1908 et 1912, de relier les gares existantes de Poprad, Štrbské Pleso, et Tatranská Lomnica à Starý Smokovec par un chemin de fer à écartement métrique (Lignes 183, 184),.
Plus haut, le transport se fait par remontées mécaniques ; les plus importantes d'entre elles sont le funiculaire monovoie avec évitement central qui conduit les touristes sur (1 937 m) entre Starý Smokovec (1 025 m) - Hrebienok (1 263 m) et le téléphérique montant sur une distance de 1 872 m jusqu'au Lomnický štít (2 632 m), l'unique sommet accessible par remontée mécanique, à partir du Skalnaté Pleso (1 764 m).
Aucune route ne traverse la chaîne. La « route de la liberté » (slovaque : Cesta slobody), nom donné en 1919 après l'indépendance de la Tchécoslovaquie, fait le tour des Tatras orientales. Elle relie les stations des Hautes Tatras depuis Štrbské Pleso et, en contournant les Belianske Tatry par le village de Ždiar, aboutit à la frontière polonaise à Łysa Polana. Elle fut construite sur la base d'un chemin élargi progressivement entre 1885 et 1893 dont la surface était partiellement stabilisée. Après la Première Guerre mondiale, et le début de l'essor de l'automobile, la route est asphaltée depuis Štrbské Pleso vers Ždiar entre 1923 et 1938. L'autoroute , planifiée depuis les années 1930 et dont un tronçon de 97 km serpente au pied des montagnes, n'est pas encore terminée et devrait relier dans les prochaines années Bratislava à Košice, les deux principales villes de Slovaquie. La partie polonaise est accessible par une route asphaltée qui n'est pas ouverte à la circulation automobile. Un service de calèche, remplacé par des traineaux tiré par des chevaux en hiver, est offert aux touristes qui désirent se rendre au lac de Morskie oko.
L'aéroport Poprad-Tatry, situé au pied des Hautes Tatras à une altitude de 718 m, est un aéroport international qui fut ouvert en 1938. Sa première ligne régulière en 1943 reliait Bratislava à Prešov avec escale à Sliač et Poprad. Il a accueilli 51 658 voyageurs au départ en 2009.

### Protection environnementale

Logo du parc national des Tatras polonais

En Slovaquie, les Hautes Tatras font partie du parc national des Tatras (slovaque : Tatranský národný park). Le parc fut créé en 1948 et couvre 73 800 ha auxquels il faut ajouter une zone périphérique de 30 700 ha. En Pologne, le parc national des Tatras (polonais : Tatrzański Park Narodowy fut créé le 1er janvier 1955. Il a une superficie de 21 197 ha. En février 1993 le parc national des Tatras fut décrété réserve de biosphère par l'UNESCO.

## Culture populaire
Depuis longtemps les Tatras dans leur ensemble sont utilisées pour représenter les peuples occupant la région. Les armoiries de la Hongrie et de la Slovaquie représentent trois collines. Celles de la Hongrie sont utilisées depuis le XIVe siècle et symbolisent, depuis le XVIe siècle, dans l'ordre les monts Mátra en Hongrie, Tatra et Fatra en Slovaquie. L'hymne national slovaque est intitulé Nad Tatrou sa blýska (littéralement « Au-dessus des monts Tatras brille l’éclair »). Le nom a été également repris par plusieurs marques commerciales dont la banque Tatra banka ou le constructeur automobile Tatra.
Le mont Kriváň, à l'ouest des Hautes Tatras, est un des symboles de la Slovaquie. Pour cette raison, Ľudovít Štúr, initiateur de la renaissance nationale de la première moitié du XIXe siècle, en fit l'escalade le 18 août 1841. Les armoiries actuelles ayant été utilisées par l'État Slovaque durant la Seconde Guerre mondiale, de nouvelles armoiries représentant le mont furent adoptées entre 1960 et 1990. Plus récemment, lors du passage à l'euro, le mont fut choisi pour représenter la Slovaquie sur les pièces de 1, 2 et 5 eurocents.
De manière générale, les Hautes Tatras étaient un thème important de la poésie slovaque du XIXe siècle.

Armoiries de la Slovaquie
Armoiries de la Hongrie
Armoiries de la Slovaquie entre 1960 et 1990